# Maps to the Stars
Maps to the Stars ist ein kanadisch-US-amerikanisches satirisches Filmdrama des kanadischen Regisseurs David Cronenberg aus dem Jahr 2014 mit Julianne Moore, Mia Wasikowska, John Cusack, Evan Bird, Robert Pattinson und Olivia Williams in den Hauptrollen. Der Film hatte seine Uraufführung bei den 67. Filmfestspielen in Cannes, wo er im Wettbewerb um die Goldene Palme lief. Julianne Moore wurde für ihre Leistung als beste Darstellerin ausgezeichnet. In Frankreich startete Maps to the Stars am 21. Mai 2014, in Deutschland und Österreich erfolgte der Kinostart am 12. September 2014.
Der Titel Maps to the Stars (deutsch Karte zu den [Film]stars) bezieht sich auf die Stadtpläne, die in Hollywood an Touristen ausgegeben werden, welche die Wohnsitze der Filmstars (meist durch einen kleinen Stern gekennzeichnet) benennen.

## Handlung
Agatha Weiss reist von Florida nach Los Angeles, um ihre Familie zu treffen, welche sie vor sieben Jahren, nach dem Versuch ihren jüngeren Bruder Benjie und sich selbst durch ein Feuer zu töten, in eine psychiatrische Klinik abgeschoben hat. Benjie überstand den Vorfall ohne äußerlich sichtbare Verletzungen, während Agatha seither entstellt ist. Benjie ist inzwischen zu einem gefragten Kinderstar aufgestiegen, der mit nur 13 Jahren auf eine reichliche Erfahrung mit Suchtmitteln zurückblicken kann.
Agatha nutzt ihre Twitter-Kontakte zu Carrie Fisher, von der sie als persönliche Assistentin der früher gefeierten Filmschauspielerin Havana Segrand empfohlen wird. Dabei lernt sie den Autor und arbeitslosen Schauspieler Jerome Fontana kennen, der als Fahrer für einen Limousinenservice arbeitet, und beginnt eine Affäre mit ihm.
Havana fühlt sich vom Geist ihrer verstorbenen Mutter verfolgt, von der sie sexuell missbraucht wurde, weshalb sie regelmäßig den bekannten TV-Psychologen Dr. Stafford Weiss aufsucht, der sich mit fragwürdigen Methoden um seine ebenso prominente wie zahlungskräftige Klientel kümmert. Ebenso machen ihr ihr fortgeschrittenes Alter und ihre langsam schwindende Attraktivität zu schaffen. Die Hauptrolle im geplanten Remake des Filmklassikers Stolen Water, der vor mehr als 50 Jahren ihre Mutter berühmt machte, soll ihr dabei helfen, ihren Mutterkomplex zu überwinden. Die Rolle geht zunächst an eine Konkurrentin, fällt aber dann aufgrund eines Unfalls mit tragischen Ausgang doch noch Havana zu.
Kinderstar Benjie wird aufgrund der traumatischen Kindheitserlebnisse ebenso von Geistern verfolgt und erwürgt im Affekt beinahe seinen Co-Star, der ihm die Show zu stehlen droht, womit seine Karriere endet. Währenddessen hat Agatha Havana dabei beobachten müssen, wie sie es mit Jerome in seiner Limousine getrieben hat. Anschließend kommt es zum Streit zwischen Agatha und Havana, infolgedessen Agatha gefeuert wird und Agatha Havana erschlägt. Als sie von ihrem Bruder aufgesucht wird, entschließen sie sich, gemeinsam den Freitod zu wählen, indem sie sich zusammen eine Überdosis Tabletten verabreichen.

## Hintergrund
Die Dreharbeiten begannen im Juli 2013 in Toronto, Kanada und wurden im August in Los Angeles fortgesetzt. Drehorte dort waren unter anderen die Los Angeles Union Station, der Hollywood Walk of Fame und der Rodeo Drive in Beverly Hills.

## Kritik
Im Berliner Tagesspiegel wurden die Leistungen der Schauspieler, insbesondere jene von Julianne Moore gelobt, denen es gelungen sei, den „eindimensionalen Figuren“ Leben einzuhauchen. Gleichzeitig wurde jedoch das „enge Korsett“ der „klischeehaften Showbiz-Satire“ bemängelt. Der Spiegel hingegen lobte den Film insofern, als „Cronenberg eine neue Variante der hollywoodschen Dysfunktionalität geschaffen“ habe.